# Monogramma graminea
Monogramma graminea är en kantbräkenväxtart som först beskrevs av Jean Louis Marie Poiret, och fick sitt nu gällande namn av Christian Schkuhr. Monogramma graminea ingår i släktet Monogramma och familjen Pteridaceae. Inga underarter finns listade.